# Olympic National Park
Olympic National Park er en nationalpark, et biosfærereservat og et verdensarvsområde på Olympic halvøen i delstaten Washington i USA. Parken blev etableret 29. juni 1938, og er på 3.733 km². De vigtigste naturattraktioner i parken er uberørt natur i tre meget forskellige biotoper: Stillehavskystlinjen, Olympic Mountains og den tempererede regnskov.

## Historie
Præsident Theodore Roosevelt udformede Olympic National Monument i 1909, primært for at beskytte den tilbageværende stamme af wapiti-underarten Cervus canadensis roosevelti, også kendt som Roosevelt Elgen. Området fik nationalparkstatus i 1938. I 1976 blev parken et internationalt biosfærereservat og i 1981 kom den på verdensarvslisten. I 1988 fik 95% af arealet i parken en forstærket beskyttelse som Olympic Wilderness under Washington Park Wilderness Act .

## Naturen og landskabet
Den indre, og absolut største del af nationalparken, udgøres af Olympic Mountains. De højeste tinder er Mount Olympus (2.428 moh.) og Mount Deception (2.374 moh.). På trods af den relativt lave højde, bevirker lokale klimaforhold, at større dele af bjergene er så kolde at de ligger over trægrænsen. Nogle tinder er under permanent snedække og Olympic Mountains rummer mange små gletsjere, dog kun fire som er større end 1 km².
Den vestlige del af fredningen, ligger i det vådeste område i hele det kontinentale USA og fra bjergene er der mod vest udsigt til tempererede regnskove, herunder Hoh og Quinault. Her er meget mose og floraen domineres af store nåletræer, mos og bregner, alt sammen næret af de store regnmængder fra Stillehavet.
Løsrevet fra den indre del af nationalparken, ligger 117 km kystlinje langs Stillehavet. Dette område er ubeboet, med undtagelse af to stammesamfund ved hvert sit flodudløb.
Dyre- og plantelivet i området har flere endemiske arter, på grund af bjergenes afgrænsende forløb, f.eks. murmeldyret Marmota olympus.

## Galleri
Natur og landskaber
- Stillehavskysten
- Tempererede regnskove
- Rivende floder (Elwha River)
- Flere større søer (Lake Quinault)
- Nåleskove og nøgne bjergtinder over trægrænsen
- Tørre bjergegne i de østlige dele

Dyr
- Amerikansk sortbjørn
- Roosevelt Elgen
- Sorthalet hjort
- Olympisk murmeldyr
- Hvidhovedet havørn
- Sodfarvet Hjerpe
- Chumlaks, også kendt som Hundelaks, fylder floderne i gydeperioden. De er en mindre farvestrålende underart af Stillehavslaksen.

Planter
- Grøn Douglasgran
- Store gamle Douglasgran
- Vestamerikansk Hemlock
- Kæmpe-Thuja
- The Kalaloch Cedar (gammel kæmpe-thuja)
- Vestamerikansk Balsampoppel
- Kæmpeløn (acer macrophyllum) med mos
- Kæmpeløn (blade)
- Vin-løn